# Camerano Casasco
Camerano Casasco ist eine Gemeinde in der italienischen Provinz Asti (AT), Region Piemont.

## Lage und Einwohner
Camerano Casasco liegt 17 km nordwestlich von der Provinzhauptstadt Asti entfernt. Der Ort liegt auf einer Höhe von 300 m über dem Meeresspiegel. Das Gemeindegebiet umfasst eine Fläche von 6.69 km² und hat 396 Einwohner (Stand 31. Dezember 2023) Die Gemeinde ist ein Teil der Comunità Collinare Val Rilate. 
Die Nachbargemeinden sind Chiusano d’Asti, Cinaglio, Cortandone, Cortazzone, Montechiaro d’Asti und Soglio.

## Kulinarische Spezialitäten
In Camerano Casasco werden Reben der Sorte Barbera für den Barbera d’Asti, einen Rotwein mit DOCG Status angebaut.